# Fred Allen
Fred Allen, właśc. John Florence Sullivan (ur. 31 maja 1894 w Somerville, zm. 17 marca 1956 w Nowym Jorku) – amerykański aktor i komik.
8 lutego 1960 otrzymał dwie własne gwiazdy w Alei Gwiazd w Los Angeles znajdujące się przy 7021 Hollywood Boulevard (telewizja) i 6713 Hollywood Blvd. (radio).

## Życiorys
Urodził się w Cambridge w Massachusetts w rodzinie rzymskokatolickiej jako syn Cecilii Herlihy i Jamesa Henry’ego Sullivana, introligatora. W 1897, gdy miał niespełna trzy lata, jego matka zmarła na zapalenie płuc. Wraz ze swoim ojcem i jego młodszym bratem Robertem, Allen został przyjęty przez jedną z sióstr swojej matki, ciotkę Elizabeth Herlihy Lovely. Kiedy ich ojciec alkoholik ożenił się ponownie w 1909, zamieszkali w Allston, a później w bostońskim Dorchester. W 1911 ukończył Szkołę Handlową przy Uniwersytecie Bostońskim, ale nie rozpoczął kariery w biznesie. Od 14 roku życia dorabiał w Bibliotece Publicznej w Bostonie. 
Allen ćwiczył żonglowanie. Zafascynowany wodewilem, pojawił się jako komiczny żongler na pokazie talentów pracowników biblioteki latem 1911. Wkrótce był częstym uczestnikiem amatorskich pokazów wodewilowych w rejonie Bostonu, zdobył wystarczająco dużo nagród, aby zdecydować się na ogłoszenie swego nowego statusu zawodowego w 1912. We wrześniu 1914 przeniósł się do Nowego Jorku, aby tam rozwijać swoje aktorskie umiejętności na Broadwayu. Zasłynął potem jako komik. Ponadto występował w radiu, telewizji i filmie.

## Filmografia
- 1929: The Installment Collector (krótkometrażowy) jako Pan Allen, redaktor gazety
- 1929: Fred Allen’s Prize Playlets (krótkometrażowy)
- 1930: The Still Alarm (krótkometrażowy)
- 1935: Thanks a Million jako Ned Lyman
- 1938: Sally, Irene and Mary jako Gabriel "Gabby" Green
- 1940: Buck Benny Rides Again – głos
- 1940: Love Thy Neighbor jako Fred Allen
- 1945: It’s in the Bag! jako Fred F. Trumble Floogle
- 1952: Uprzejmie informujemy, że nie są państwo małżeństwem (We’re Not Married!) jako Steven S. 'Steve' Gladwyn
- 1952: O. Henry przy pełnej widowni (O. Henry’s Full House) jako Samuel Brown